# Gnosca
Gnosca is een plaats en voormalige gemeente in het Zwitserse kanton Ticino, en maakt deel uit van het district Bellinzona.
Gnosca telt 588 inwoners.